# Gemma Hayes
Gemma Hayes, född 11 augusti 1977 i Ballyporeen, Tipperary, är en irländsk singer/songwriter.
Efter att 2001 ha fått skivkontrakt med Source Records och släppt två EP:s gav Hayes 2002 ut sitt debutalbum Night on My Side, vilket nominerades till årets Mercury Music Prize. 2005 kom uppföljaren The Roads Don't Love You.
2003 medverkade Gemma Hayes även på Magnets coverversion av Bob Dylans "Lay Lady Lay", som återfinns på soundtracket till Mr. & Mrs. Smith.

## Diskografi
Album
- 2002 – Night on My Side
- 2005 – The Roads Don't Love You
- 2008 – The Hollow of Morning
- 2011 – Let It Break [2]
- 2014 – Night & Day [3]
- 2014 – Bones+Longing [4]
- 2024 - Blind Faith

EP
- 2001 – 4.35 am
- 2001 – Work to Calm
- 2006 – Gemma Hayes Napster Sessions
- 2008 – Gemma Hayes iTunes Festival 2008
- 2009 – Oliver

Singlar
- 2002 – "Hanging Around"
- 2002 – "Let a Good Thing Go"
- 2002 – "Back of My Hand"
- 2005 – "Happy Sad"
- 2006 – "Undercover"
- 2008 – "Out of Our Hands"
- 2011 – "Shock To My System"
- 2011 – "Keep Running"
- 2012 – "Wicked Game"
- 2014 – "Chasing"
- 2014 – "Making My Way Back"
- 2015 – "Palomino"